# Lijst van musici uit Edam-Volendam
Dit is een lijst van musici uit Edam-Volendam met een artikel op Wikipedia. 
De lijst bevat zowel bands als personen (onder de persoonsnaam en de artiestennaam).

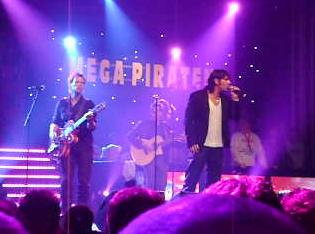
3JS in Marum in 2008

## 3
- 3JS

## A

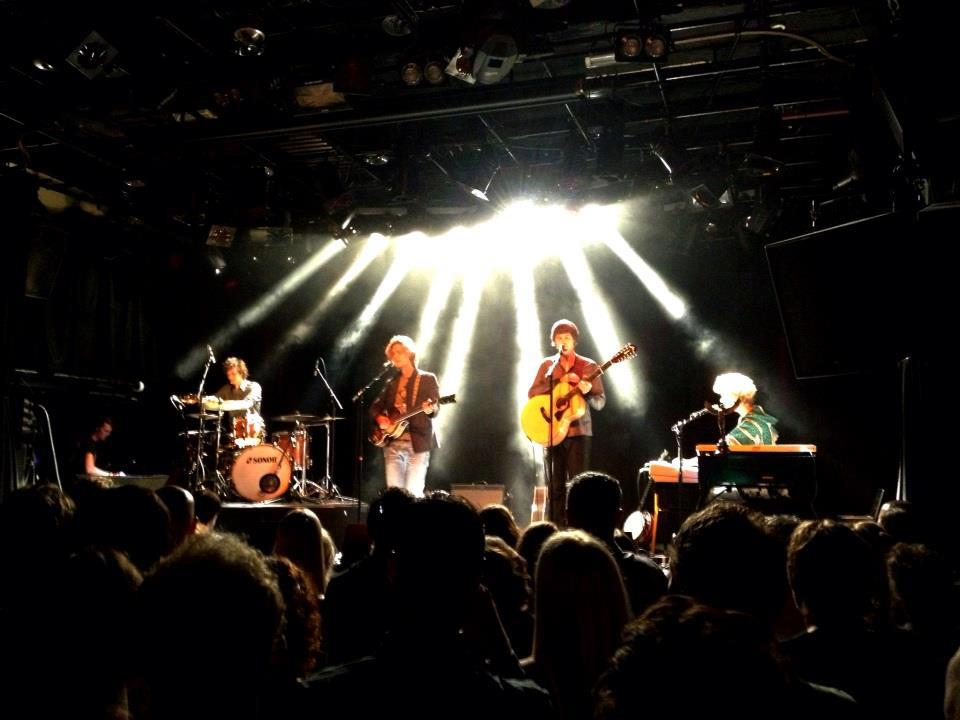
AlascA in de Melkweg in Amsterdam in 2012

- AlascA
- Alles
- Jan Akkerman

## B
- De Blauwe Bus (Bluebus)
- Beatboys
- BLANKO
- Blue Velvet
- Lida Bond (1952)
- Martine Bond (1984)
- P.J.M. Bond (1993)
- Jan Buijs (Spruit, 1937-2010)
- BZN

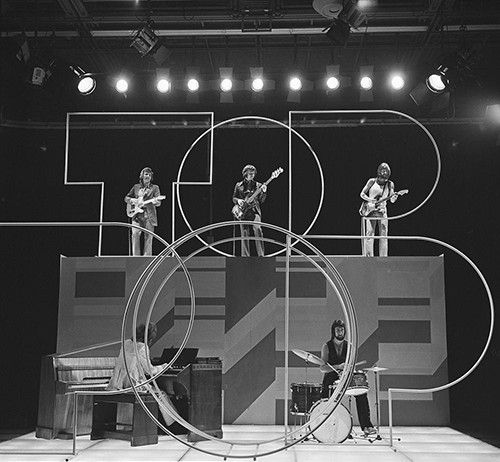
BZN tijdens Toppop in 1971
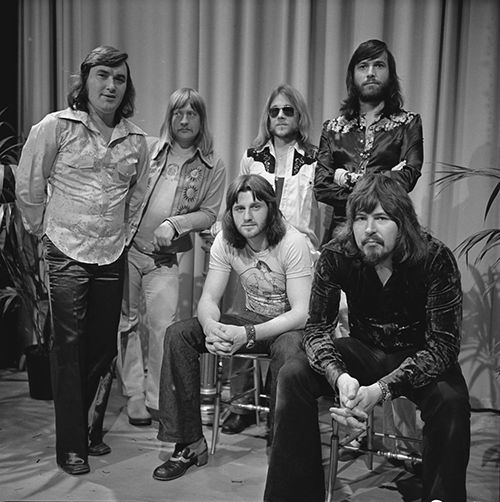
The Cats tijdens Toppop in 1974

## C

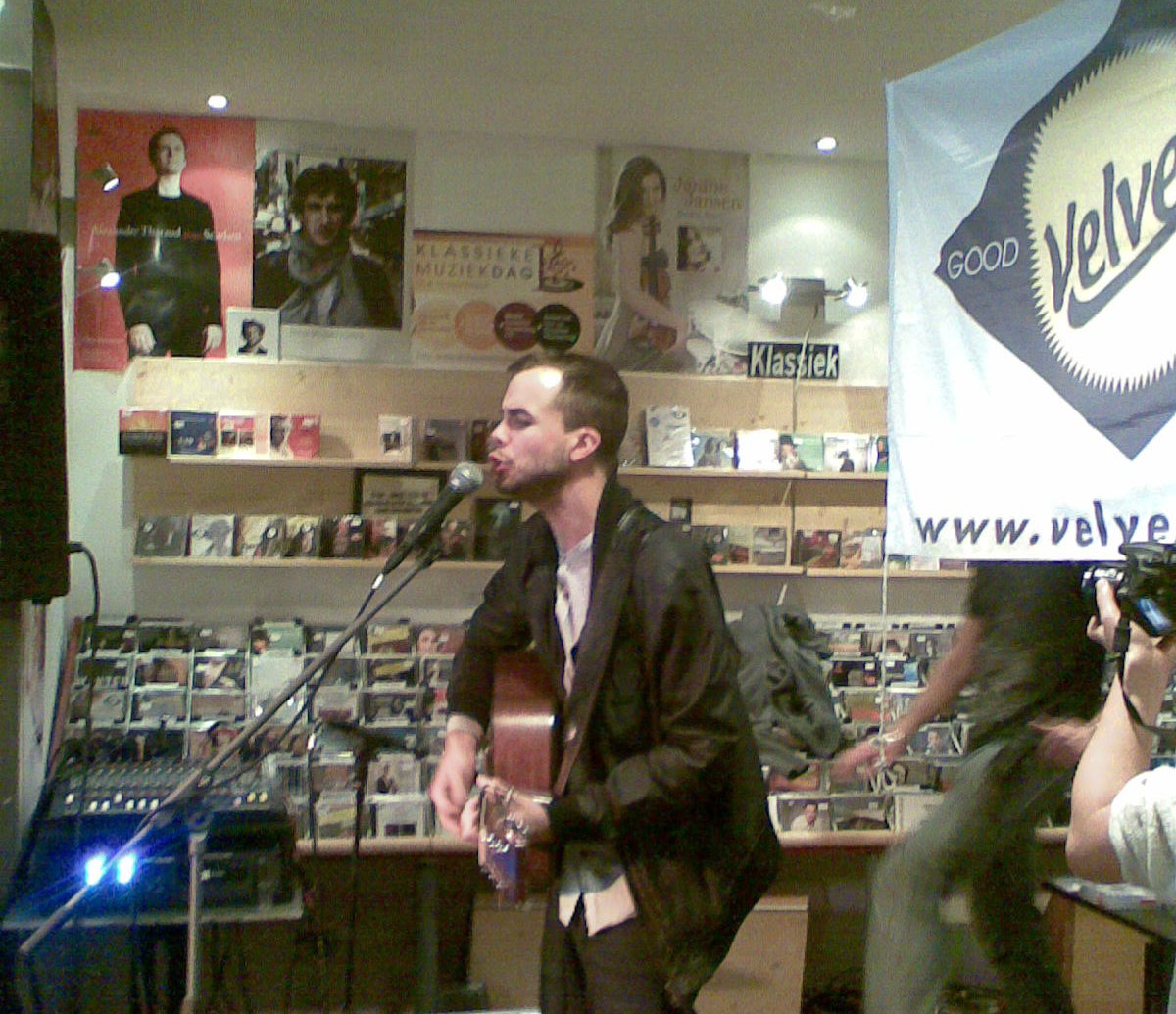
Case Mayfield in 2012

- Canyon
- Case Mayfield (1987)
- The Cats
- The Cats Aglow
- Cocktail Johnny (Jan Dulles)
- Jay Coster & Tanya

## D
- De Dekkerband
- Alan Decker (Cor Veerman, 1947-2024)
- Jan Dulles (Jan Keuken, 1975)

## F
- Fools

## J

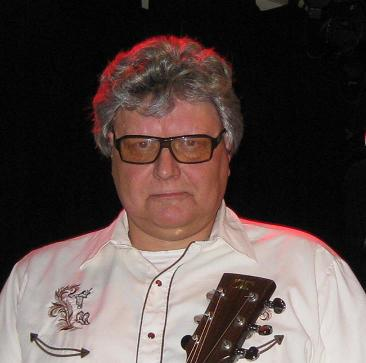
Specs Hildebrand in 2010

- Jen Rog

## H
- Specs Hildebrand and the Living Room Band

## K
- Jan Keizer (zanger, 1949)
- Jan Keizer (toetsenist, 1952)
- Piet Keizer (1952)
- Simon Keizer (1984)
- Jan Keuken (Jan Dulles, 1975)
- De Kleintjes Pils
- Theo Klouwer (Schuimpje, 1947-2001)
- Jaap Kwakman (1977)

## L
- Left Side

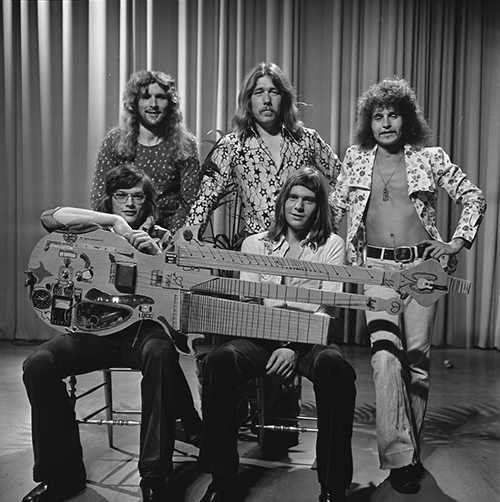
Left Side in Toppop in 1974
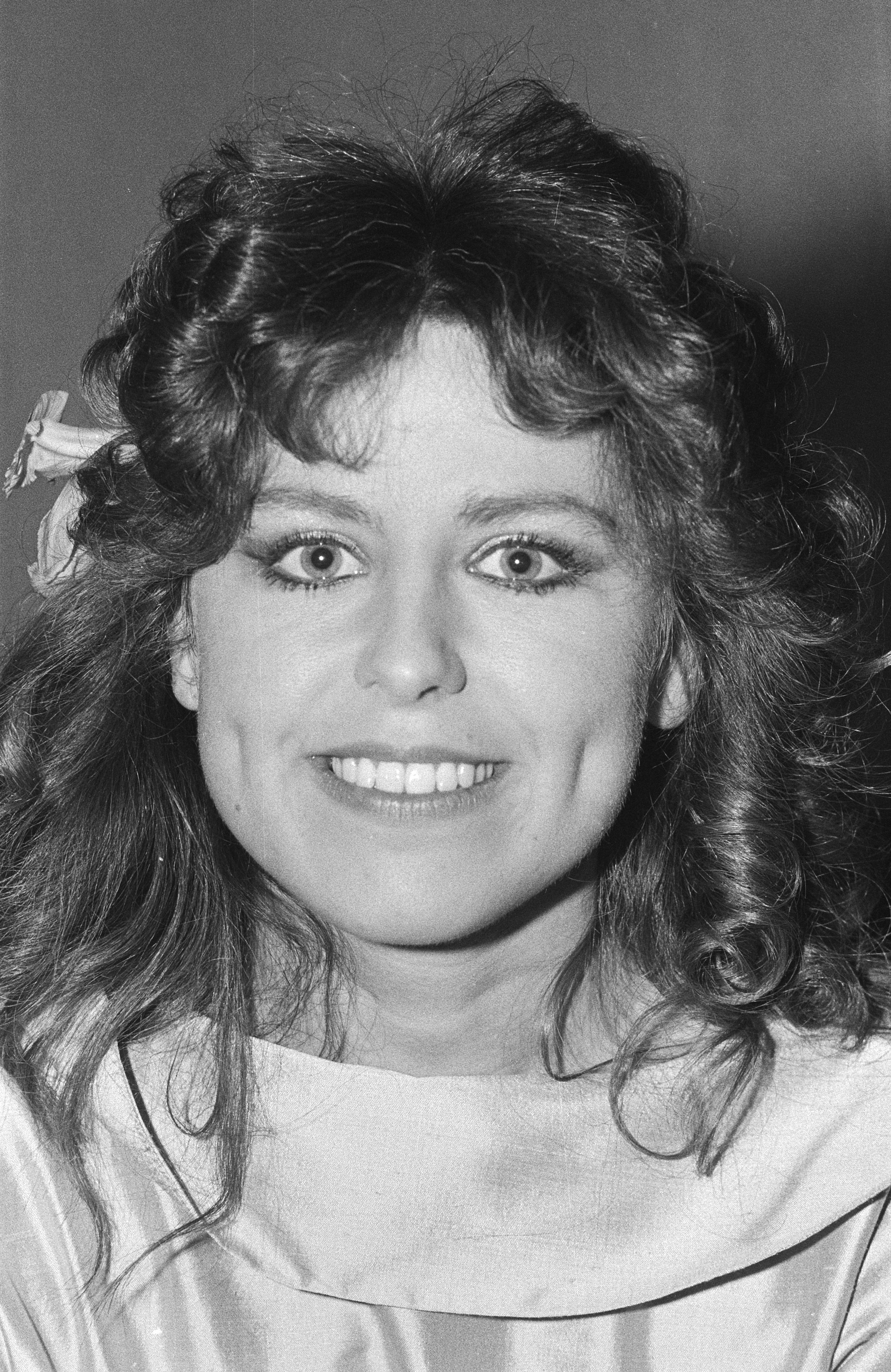
Maribelle in 1984

## M

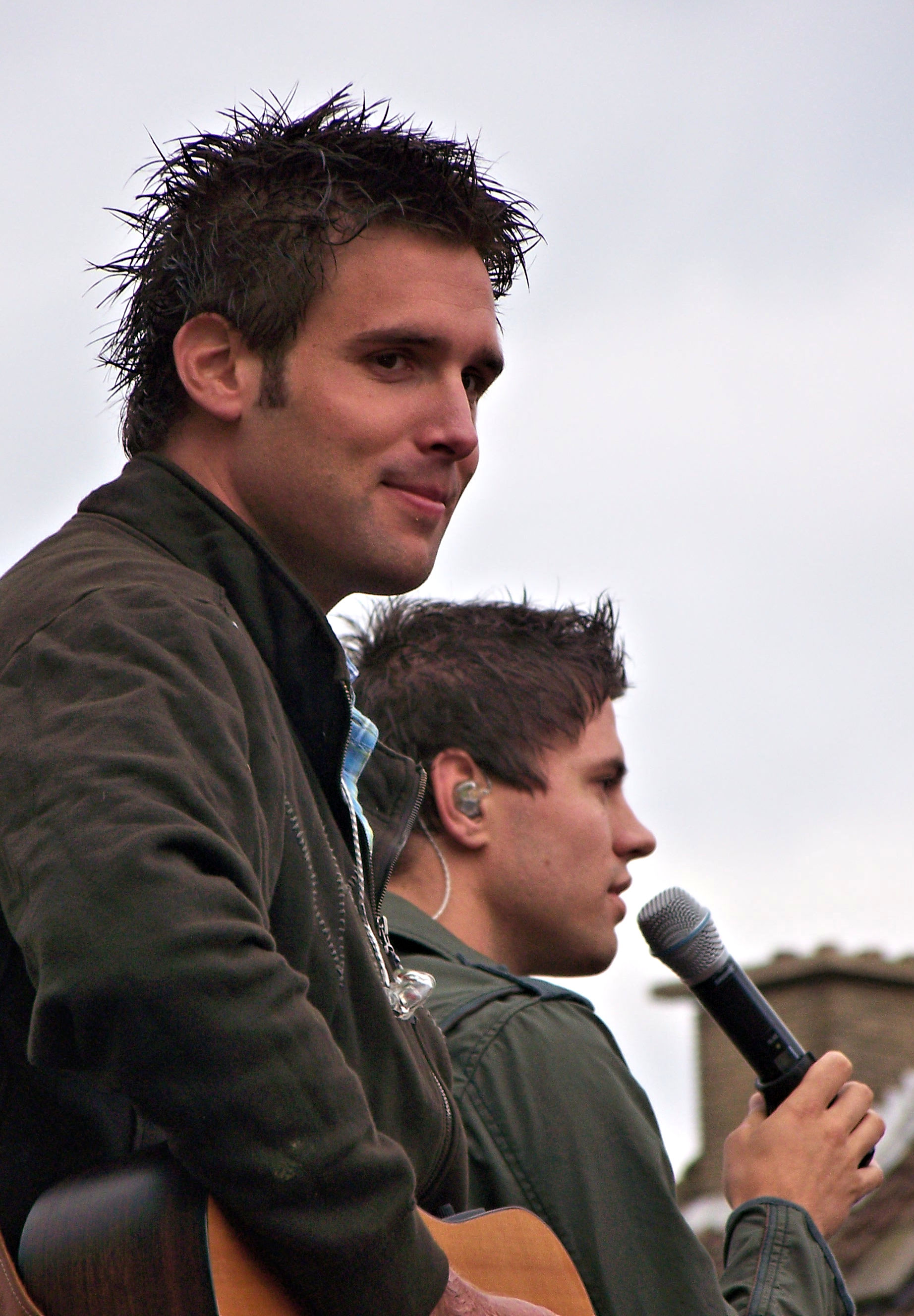
Nick & Simon in 2007

- Maddog
- Magical Trio
- Maribelle (1960)
- Mission 10
- Mon Amour
- Arnold Mühren (1944)
- Patrick Mühren (1964)
- Jan Mühren

## N
- Next One
- Nick & Simon

## P
- Dick Plat (1950)
- Kees Plat (Schien, 1957)

## S
- Theo van Scherpenseel (1950)
- Anny Schilder (1959)
- Jaap Schilder (De Koster, 1943)
- Jaap Schilder (De Witte, 1954)
- Jan Schilder (De Witte, 1988)
- Linda Schilder (1980)
- Nick Schilder (1983)
- Sibbele (Wim Westendorp, 1966-2012)
- The Skyriders
- Carola Smit (1963)
- Jan Smit (1985)
- Monique Smit (1989)
- La Stampa, voorheen Stampvast
- Spoetnik Boys
- Simon Stein (1980)

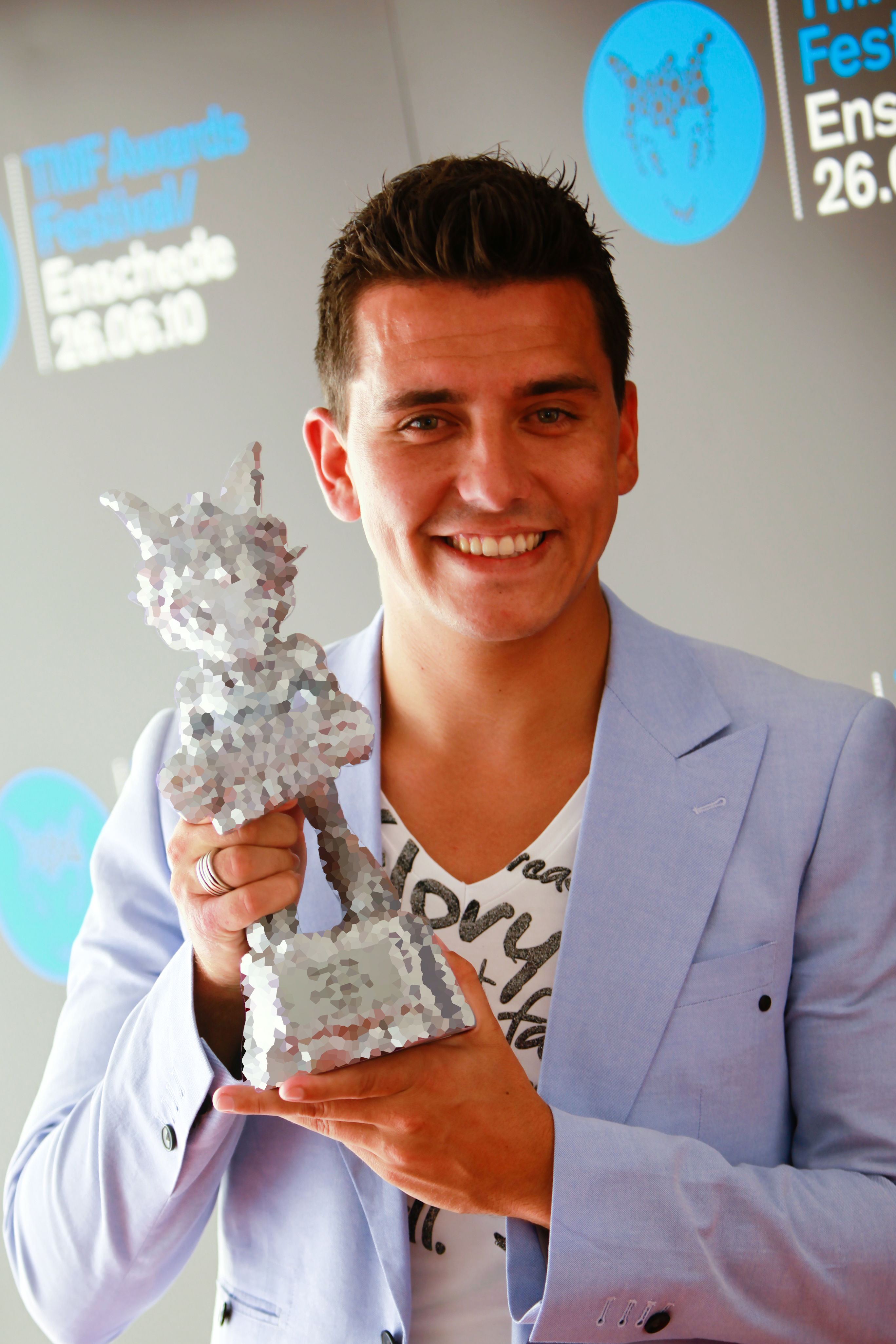
Jan Smit met een TMF Award in 2010
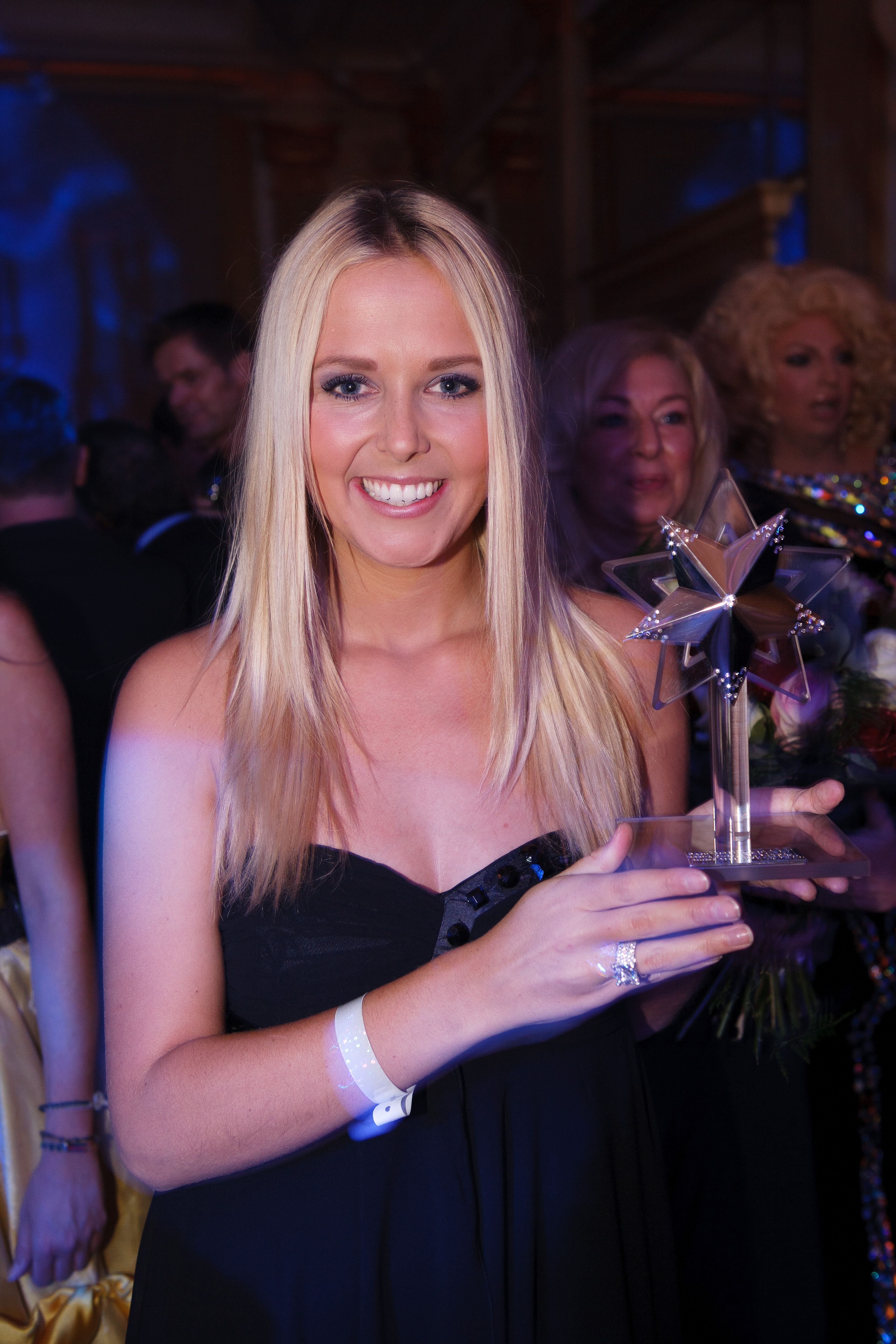
Monique Smit met een Beau Monde Award in 2010

## T
- Tol & Tol
- Cees Tol (1947-2018)
- Simon Tol (Stein, 1980)
- Tamara Tol (1972)
- Thomas Tol (1950)
- Tribute to The Cats Band
- Jan Tuijp (Pet, 1948)

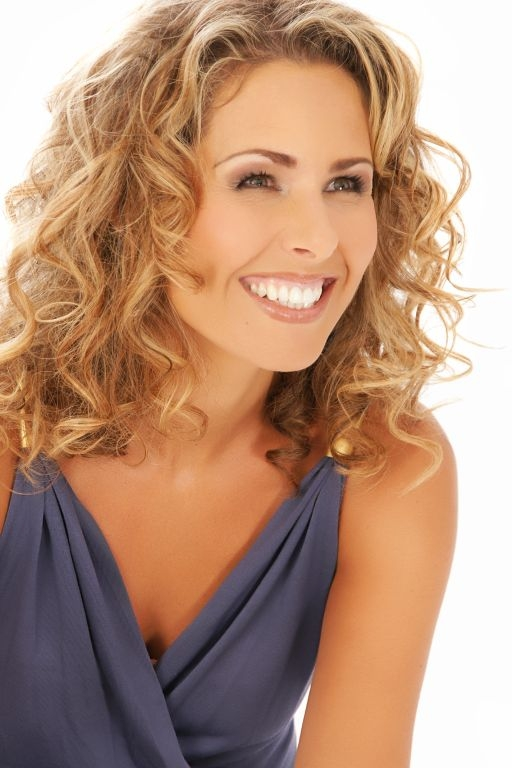
Tamara Tol, circa 2012
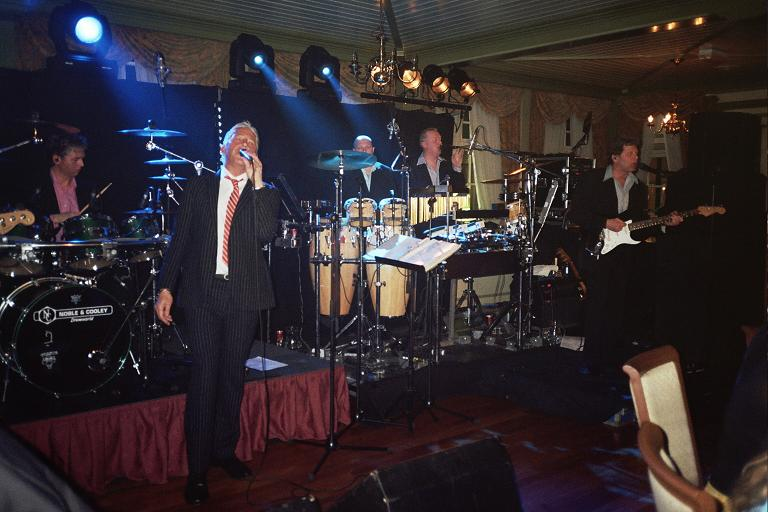
Tribute to The Cats Band in 2008

## V
- Vast Countenance
- Cees Veerman (Poes, 1943-2014)

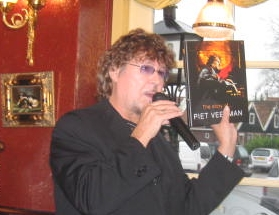
Piet Veerman in 2008

- Cees Veerman (Case Mayfield, 1987)
- Cor Veerman (Dekker, 1947-2024)
- Evert Veerman (Jash, 1949)
- Harmen Veerman (Poes, 1947)
- Jaap Veerman (Corn, 1956)
- Jack Veerman (Dekker, 1954)
- Jan Veerman (Kies, 1948-2025)
- Martin Veerman (Poes, 1954-2013)
- Piet Veerman (De Koster, 1943)

## W
- Wim Westendorp (Sibbele, 1966-2012)
- Jaap de Witte (1954)
- Jan de Witte (1988)